# Vandit
Vandit — независимый лейбл звукозаписи, который был основан в июне 2000 года немецким диджеем Полом ван Дайком. Он выпускает музыкальные записи в стиле транс и техно.
Существует также дочерний лейбл «VANDIT Nights», который находится в Берлине, Германия. Они переехали из берлинского клуба «Casino» в «E-werk», который находится в здании «Kesselhaus», на площади «Kulturbrauerei». К тому же «VANDIT» проводит ежегодно вечеринку «The Love from Above» в пятницу в поддержку Парада любви. Эти вечеринки всегда проходят со всемирно известными диджеями и конечно с Полом ван Дайком. В 2008 г. они запустили «VANDIT Digital», под-лейбл для онлайн релизов. 8 июля 2010 г. было объявлено, что «Vandit Records» станет совместным предприятием с лейблом Армина ван Бюрена «Armada Music».

## Исполнители
- Пол ван Дайк
- BT
- Jon O'Bir
- NU NRG (Andrea Ribeca & Giuseppe Ottaviani)
- Giuseppe Ottaviani
- Second Sun
- Kuffdam & Plant
- Filo & Peri
- Jessica Sutta
- Marc van Linden
- Des Mitchell
- The Thrillseekers
- Jam & Spoon
- Alibi (Tiësto & Armin van Buuren)
- Cirillo
- Above & Beyond
- Aly & Fila
- David Forbes
- Solid Sleep
- Vandit Shah
- Ralphie B
- Three Drives
- Ghostland feat. Sinead O’Connor
- Revolution 9
- Aalto
- Modulation
- Starchaser
- G&M Project/Robert Gitelman
- Water Planet
- Agnelli & Nelson
- Castaneda
- Malte & Marc de Clarq
- Techno-Punk
- Jose Amnesia
- Infernal Machine
- Marcos
- Josh Gabriel
- Reflekt
- Jose Amnesia vs. Serp
- Thomas Bronzwaer
- Gerry Cueto/Solange
- Bill Hamel (bisher ohne Release)
- Normads
- Ultra Wave (Arthur Tiguan)